# سرولوپلاسمین

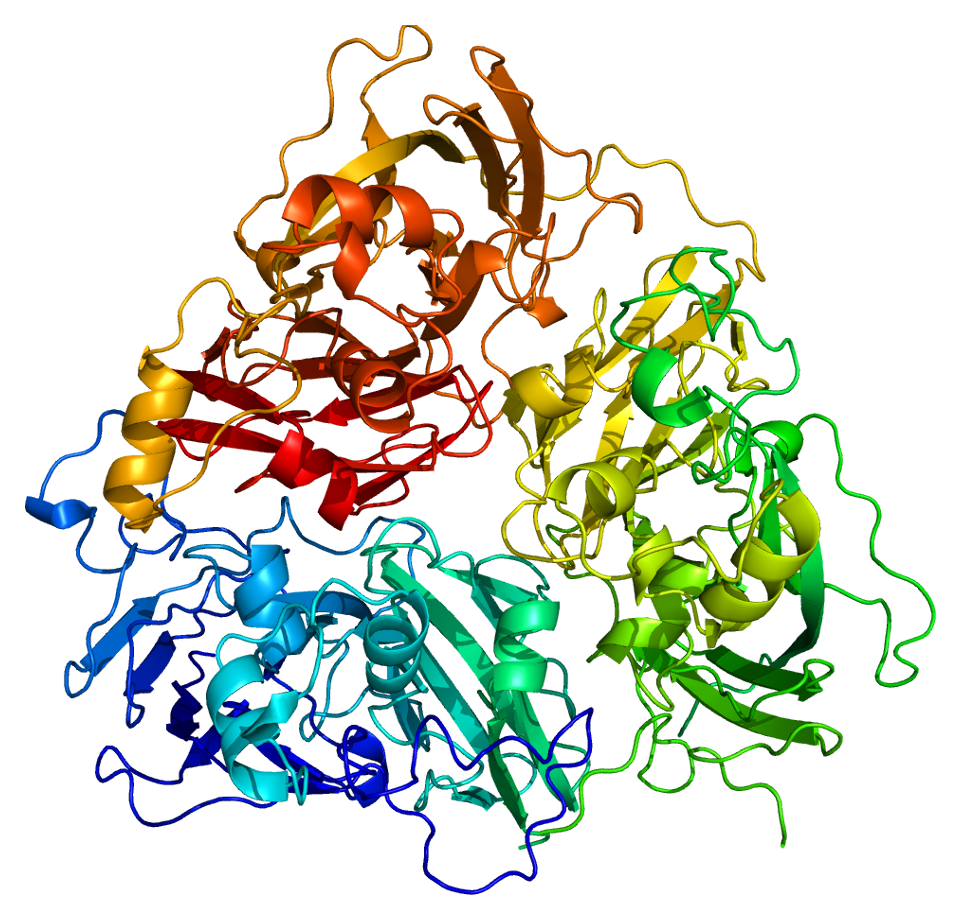
ساختار پروتئین سرولوپلاسمین

سرولوپلاسمین (انگلیسی: Ceruloplasmin) یکی از پروتئین‌های مهم پلاسما است که وظیفه انتقال مس را بر عهده دارد. این آنزیم فروکسیداز در متابولیسم آهن نیز نقش دارد. نخسیتی بار این پروتئین در سال ۱۹۴۸ توصیف شد. کمبود آن موجب بیماری ویلسون و بیماری منکس می‌شود.
سرولوپلاسمین در کبد تولید می‌شود و در ساختار آن شش اتم مس وجود دارد. این آنزیم مسئول حمل بیش از ۹۵٪ مس پلاسماست، همچنین آهن فروس (Fe2+) را به آهن فریک (Fe3+) اکسید می‌کند.